# Dall (Höhenland)

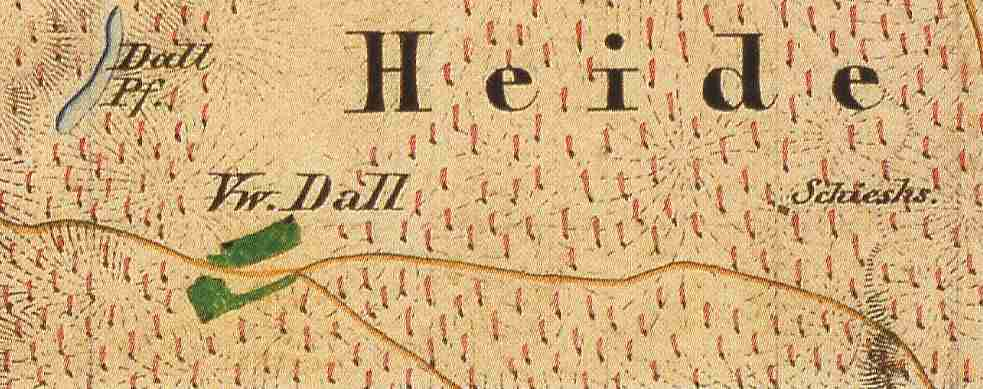
Das abgegangene Vorwerk Dall, ostsüdöstlich von Steinbeck, Gem. Höhenland, Lkr. Märkisch-Oderland, Brandenburg, auf dem Urmesstischblatt von 1844

Dall war ein Vorwerk ostsüdöstlich von Steinbeck (Gemeinde Höhenland, Landkreis Märkisch-Oderland, Brandenburg). Der Name erscheint erstmals 1583 in Urkunden. Bis 1620 waren dort zwei Schäfereien entstanden. 1801 standen dort drei Häuser. 1856 wird das Vorwerk zum letzten Mal (als schon abgebrochen) erwähnt.

## Lage
Das ehemalige Vorwerk lag nordöstlich vom Röthsee (der Röthsee auf der Gemarkung Steinbeck) bzw. ostsüdöstlich von Steinbeck (ungefähr hier ). Das Areal ist heute völlig mit Wald bewachsen. Der Standort des ehemaligen Vorwerks gehört heute zum Ortsteil Steinbeck der Gemeinde Höhenland, die zur Verwaltungsgemeinschaft Amt Falkenberg-Höhe gehört.

## Geschichte
Der Name Dall erscheint 1583 erstmals in einer Urkunde als ein Fleck Acker beim Rittergut Steinbeck, der Dall genannt. Nach Schlimpert ist es ein Flurname von mittelhochdeutsch dal = Tal. Nach Rudolf Schmidt war Dall aber einer der beiden Rittersitze, die bereits 1375 erwähnt werden. Dies ist jedoch nicht sicher, da später mehr als zwei Rittersitze in Steinbeck waren.
1583 scheint der Ort wüst gelegen zu haben, da eben nur ein Fleck Acker genannt wird. Im weiteren Verlauf war Dall wieder Rittersitz. 1620 standen dort zwei Schäfereien. Noch 1645 wird eine Jungfer Margarete von Pfuel auf Dall genannt, was auf einen adligen Wohnhof derer von Pfuel schließen lässt. Wahrscheinlich wurden diese Baulichkeiten 1647 zerstört, wie ein Brief des Hans Ditloff von Pfuel an seinen Vetter Valtin von Pfuel auf Schulzendorf vom 9. Januar 1648 nahelegt. Dall wurde wieder als Vorwerk aufgebaut. 1718 wird es wieder als Vorwerk des Rittergutes Steinbeck bezeichnet. 1745 wird der Dall sogar als wüste Feldmark bezeichnet. Hinweise auf ein mittelalterliches Dorf liegen aber nicht vor. Am 12. September 1773 brannte das Vorwerk ab und wurde an anderer Stelle, weiter östlich, wieder aufgebaut. 1785 war nach einem Bericht des damaligen Rittergutsbesitzer Leopold von Reichenbach noch ein großer Steinhaufen am Standort des ursprünglichen Vorwerkes vorhanden. Wahrscheinlich stand es ursprünglich in einer eiszeitlich gebildeten Rinne (oder Tal), in der der frühere Dahlpfuhl lag. Der Dahlpfuhl ist noch im Urmesstischblatt von 1844 existent.
1775 war das Vorwerk am neuen Standort wieder in Bewirtschaftung. Schmettau bezeichnet es als Vorwerk Dahl. 1801 beschreibt Friedrich Wilhelm Bratring Dall als Vorwerk bei und zu Steinbeck gehörig, am Wege nach Harnekop. Es hatte damals drei Feuerstellen, also standen dort drei Häuser, und in den drei Häusern wohnten 25 Menschen. 1817 wird es zwar noch als Vorwerk bezeichnet, aber es werden keine Bewohner mehr angegeben. Dagegen schreibt Rudolf Schmidt, dass 1826 noch zwei einstöckige Familienhäuser, Scheune, Schafstall und Schäferhaus vorhanden waren. In der Topographisch-statistische(n) Uebersicht des Regierungs-Bezirks Potsdam und der Stadt Berlin von 1841 (Stand: 1840) wird Dall zwar immer noch als Vorwerk bezeichnet, es werden jedoch keine Gebäude mehr aufgeführt (und natürlich auch keine Bewohner). 1856 schreibt Eduard Fidicin: Ist in neuerer Zeit abgebrochen.

## Besitzverhältnisse
Dall gehörte zum Rittergut Steinbeck und teilte dessen Geschichte. Seit 1524 war die Familie von Pfuel im Besitz von ganz Steinbeck. 1608 hatten sie dort drei Rittersitze. 1680 kam Steinbeck in den Besitz derer von Dahme, die Steinbeck jedoch schon 1688 an die von Bornstedt weiter veräußerten, zunächst auf Wiederkauf, danach endgültig. 1769 erwarben die von Reichenbach das Rittergut Steinbeck, die dort bis 1806 blieben. 1806 kaufte Arnold Freiherr von Eckardstein auf Prötzel das Rittergut Steinbeck.

## Anmerkung
1. ↑  Es gibt noch einen Röthsee auf der Gemarkung Leuenberg.